# CR Flamengo (RO)
Der Clube de Regatas Flamengo, in der Regel nur kurz Flamengo genannt, war ein Fußballverein aus Porto Velho im brasilianischen Bundesstaat Rondônia.

## Erfolge
- Staatsmeisterschaft von Rondônia: 1956, 1960, 1961, 1962, 1965, 1966, 1967, 1982, 1983, 1985

## Stadion
Der Verein trug seine Heimspiele im Estádio Aluízio Ferreira, auch unter dem Namen Estádio Municipal Aluízio Pinheiro Ferreira bekannt, in Porto Velho aus. Das Stadion hat ein Fassungsvermögen von 7000 Personen.